# آی‌کاای-رنو تورینو

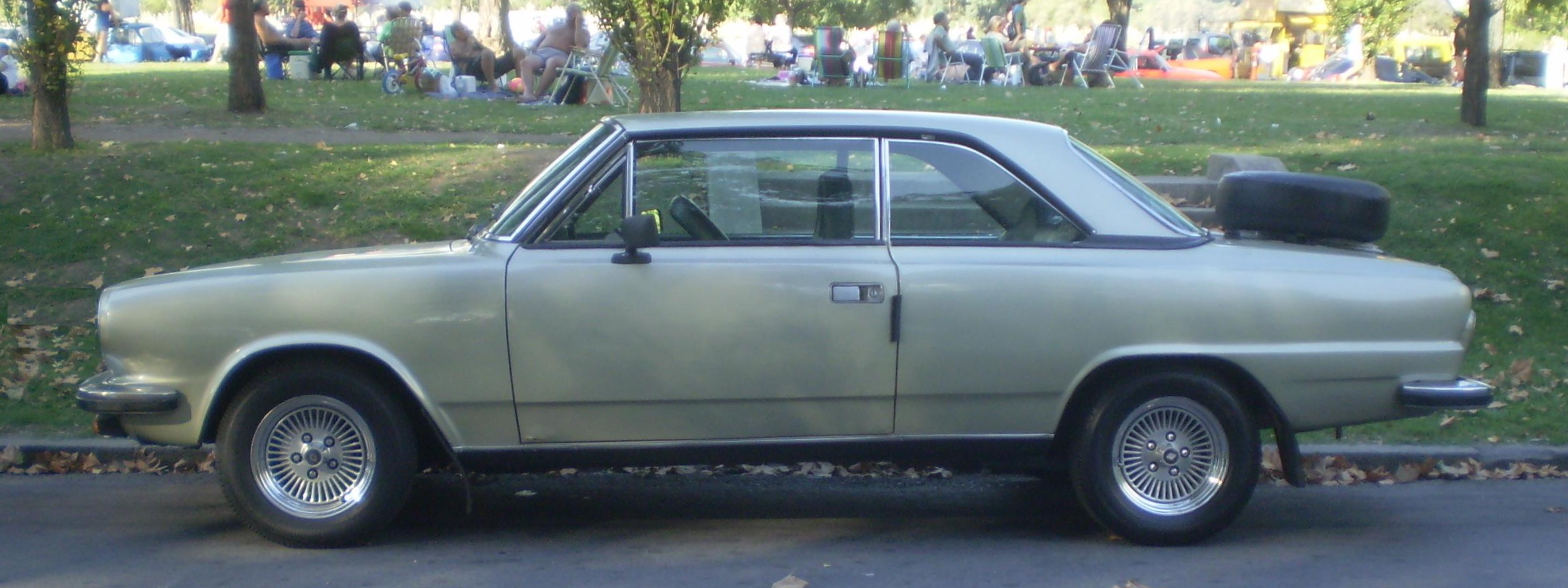

آی‌کاای-رنو تورینو (IKA-Renault Torino) خودرویی است که در سال‌های ۱۹۶۶ تا ۱۹۸۲ توسط شرکت صنایع کیسر در ایالت کوردوبا (آرژانتین) تولید شده‌است. طراحی آن خودروهای موتور جلو-محور عقب بوده طول آن در حالت طبیعی ۴٬۴۹۲ میلیمتر (۱۷۶٫۹ اینچ)، عرض آن در حالت طبیعی ۱٬۶۸۰ میلیمتر (۶۶٫۱ اینچ) و ارتفاع آن در حالت طبیعی ۱٬۳۰۰ میلیمتر (۵۱٫۲ اینچ) و وزن آن در حالت طبیعی ۱٬۰۶۰ کیلوگرم (۲٬۳۳۷ پوند) است. سیستم جعبه‌دندهٔ آن ۳ دنده به دو صورت خودکار و دستی است.